# Jurodiví

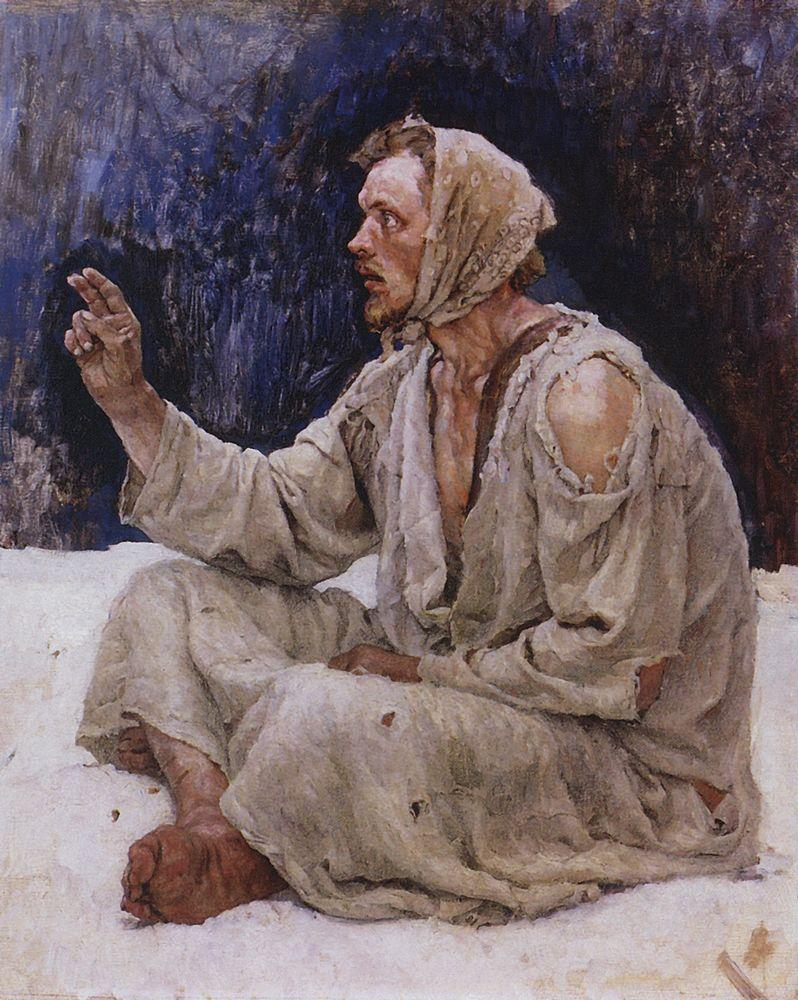
Vasilij Ivanovič Surikov: Jurodivý sedící ve sněhu

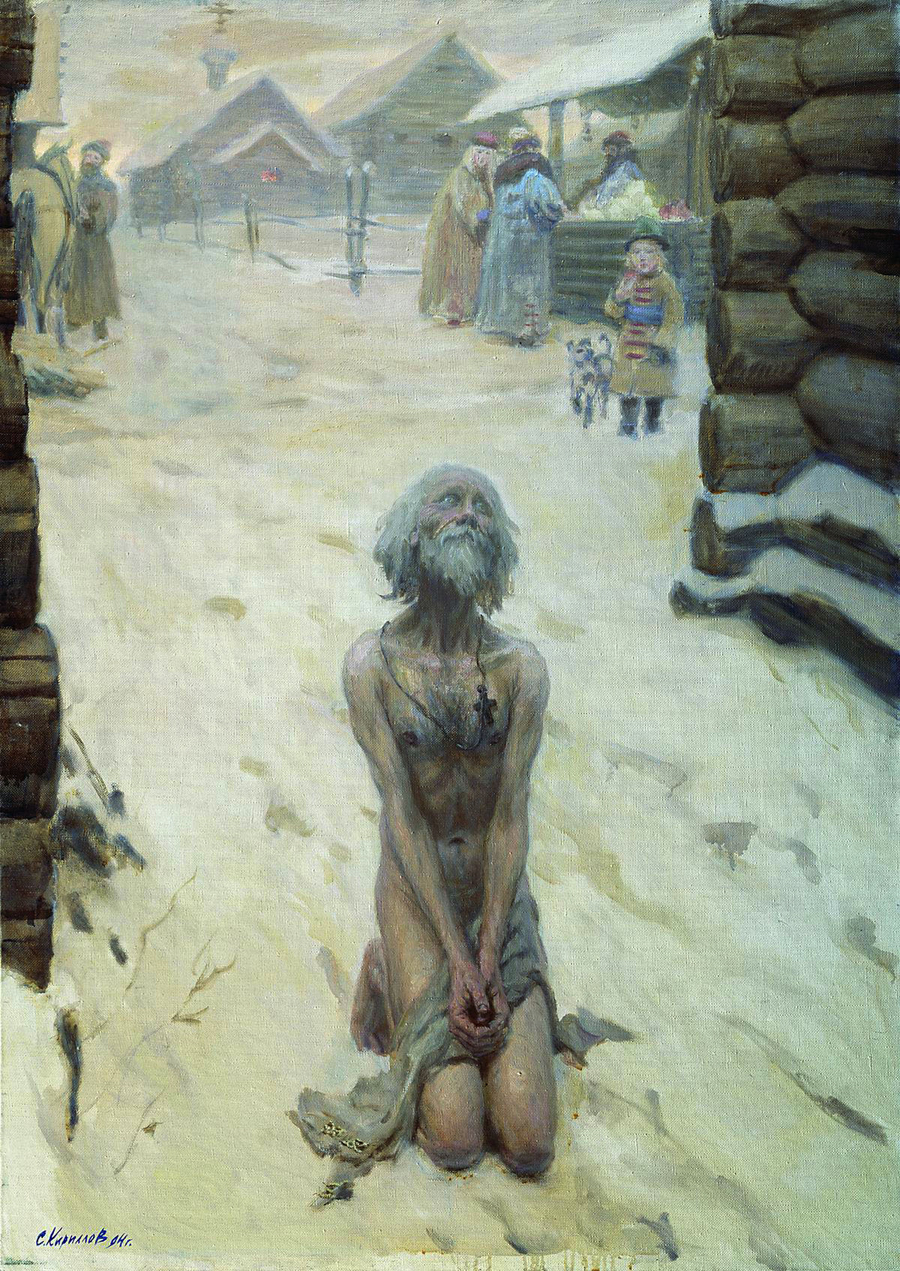
Blázni pro Krista často používají šokující nekonvenční chování napadající přijaté standardní normy. Jurodivý Basil se modlí nahý na sněhu.

Jurodivý (řecky μωρός; rusky юродивый; německy der Narr in Christo; francouzsky fols-en-Christ; anglicky Foolishness for Christ), původní význam řeckého slova μωρός byl mrzák (mrzák od narození). V postupném vývoji chápání slova jde o typ radikální zbožnosti, který se staví proti konvencím a duchovním klišé společnosti i církve. Jde o prožívání víry na veřejnosti formou určitého projevu bláznovství s poukazováním na chyby lidí i společnosti. Ovšem cokoliv jurodivý řekne nebo udělá (ať je to sebevíce výstřední), tak to dělá na základě svého vlastního vnuknutí (svého individuálního spojení s Bohem) a nedbá na to, co řekne společnost nebo zda to dané okolí nějak ovlivní. Z náboženského hlediska jde o tzv. „bláznovství pro Krista“ a je známo především v Rusku. Nejznámějšími jurodivými jsou Symeon z Emesy (6. stol., Byzantská říše) a Vasilij Blažený (16. stol., Rusko; je mu zasvěcen moskevský chrám Vasilije Blaženého).

## Vývoj jurodivosti a její rysy
Počátky jurodivosti můžeme spatřovat v askezi. Anachoreta chodil oděný v kůžích nebo byl dokonce nahý, nestříhal si vlasy ani nehty, celé roky se nemyl, živil se trávou aj. a zůstávalo to předmětem jeho vlastního, hluboce intimního vztahu s Bohem. Jurodivý je naproti tomu fenoménem měst. Zakládáním klášterů a příchodem mnichů do měst se stávalo, že se z jejich řad vyčlenil člověk, který opustil zdi kláštera a jako jurodivý pak žil v příslušném kraji, nebo naopak takový člověk přišel do kláštera a byl tam považován za blázna a neznaboha. Tímto se principiálně změnila situace. Původní nedůtklivý postoj asketů „nechte mě na pokoji“ byl vystřídán postojem „nenechám vás na pokoji“ a pohrdání vůči světu se prolínalo se závislostí na něm. To je považováno za základ jurodivosti – apelovat na okolí (městský nebo klášterní svět) formou bláznovství a přivést tím ostatní k pravdě v Bohu.

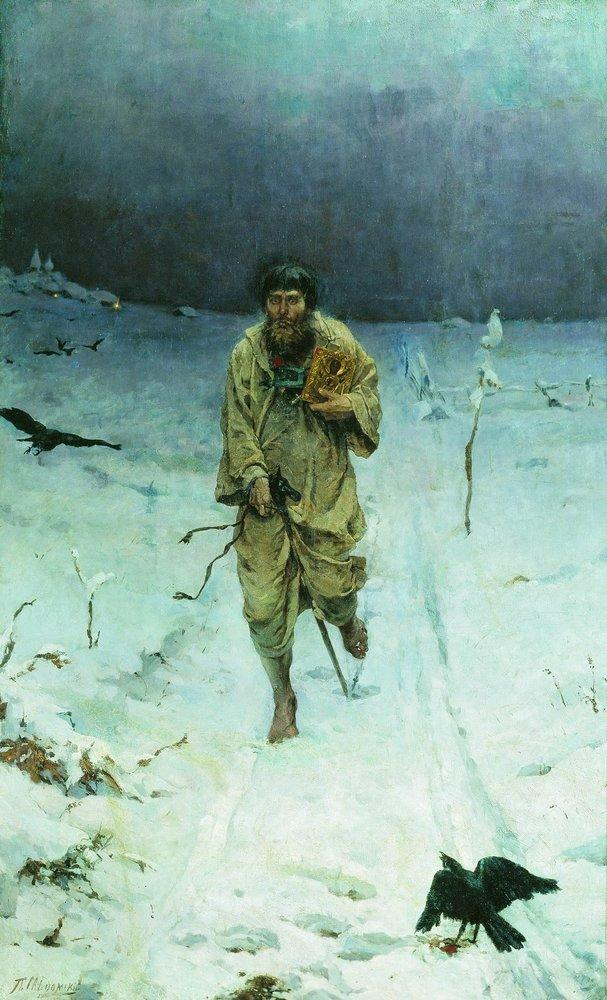
Pavel Svědomskij - jurodivý v zimě na cestě

Myšlenkou jurodivých bylo, že skutečně zbožný člověk musí odvrhnout moudrost a důstojnost jako světské mámení. Ovšem v běžných představách je jurodivost vždy spjata s duševní nebo tělesnou nenormálností. Je ovšem nutné rozlišovat jurodivost vrozenou a jurodivost dobrovolnou (pro Krista). To se snaží rozlišovat i pravoslavná církev. Dimitrij Rostovský objasňuje, že jurodivost je mučednictví z vlastní vůle, které se projevuje navenek a moudře se jím zakrývá vlastní ctnost před lidmi. Pasivní částí jurodivosti je zaměření na sebe samého, asketické sebeponižování, předstírané bláznovství, přezírání a umrtvování těla, posilované a potvrzované doslovným výkladem některých míst Nového zákona aj. Aktivní část pak spočívá ve spílání světu, tj. žít ve světě mezi lidmi a poukazovat na chyby a hříchy silných i slabých bez zřetele ke konvencím společenské slušnosti. Dvě stránky jurodivosti, aktivní a pasivní, se svým způsobem vzájemně podmiňují a uvádějí do rovnováhy. Dobrovolný asketismus, život plný strázní a ústrků dává jurodivému právo spílat pyšnému a marnivému světu.
Vedeni láskou k Bohu a k bližnímu, přijali za svou zbožnost bláznovství z lásky ke Kristu. Nejenže byli někteří z nich schopni vzdát se pohodlí a majetku, ale souhlasili s tím, aby je druzí považovali za blázny. Tito blázni se vymykali společenským konvencím i tomu, co bylo obecně považováno za slušné, a byli schopni činů, které budily pohoršení. Nebáli se však na druhou stranu mocným tohoto světa říkat pravdu a obžalovávali ty, kdo zapomínali na Boží spravedlnost.
Jurodiví nemilosrdně odsuzovali pokrytectví těch, které druzí považovali za příklady ctností. Týkalo se to i mnichů a duchovních osob, zvláště pokud někdo z nich projevoval příchylnost k majetku, poctám a potrpěl si na to, aby si ho druzí vážili. Jurodivost je též návrat k raně křesťanským ideálům, podle nichž tělesná krása pochází od ďábla. Proto se řídili hlasem svého svědomí a zavrhovali čistě lidskou moudrost, zvláště pak tu vyčtenou z knih. Údajně jim Bůh nahrazoval světskou moudrost vlitým poznáním a moudrostí srdce, aby jim bylo zřejmé, že tento způsob života jim byl dán jako milost. Jejich schopností bylo předpovědět to, co se stane na jiném místě nebo v budoucnu, a měli dar číst v lidských srdcích (kardiognóze). V tomto vědomí milosti spočíval jejich apoštolát s odvahou odkrývat pravdu mocným tohoto světa a to bylo příčinou jejich velké oblíbenosti u obyčejných lidí.
Příběhy mnoha jurodivých jsou založeny na bázi legend a nelze doložit, zda opravdu existovali. Může to způsobovat i to, že se pohybovali v těch nejnižších společenských vrstvách, a tak o různých bláznech vznikaly jen orálně tradované informace. Na popis životů jurodivých jako svatých měla vliv hagiografie, která popisuje jejich život a skutky a zasazuje je do historického děje.
Z dnešního psychologického hlediska chápe pravděpodobně jurodivý sám sebe ve třech formách:
1) Vypadá uboze, a tím předchází cizímu pohrdání. Přehnaným sebeponižováním získává ve svých očích jakousi převahu nad ostatními hříšníky.
2) V další fázi tohoto psychologického zlomu již člověk dává svému okolí najevo, že sebeponižování, které se před nimi odehrává, není upřímné a má jen zamaskovat jeho nesmírnou převahu nad nimi.
3) Ve třetí fázi se tentýž člověk dovtípí, že dojem, který vzbudil, není ve skutečnosti až tak bezdůvodný, takže se skrze skandál snaží znemožnit samotný proces pronášení soudů.
To znamená, že tento jedinec nešaškoval kvůli veselí, ale urážel pod maskou ponaučení. Dal by se tak najít rozdíl mezi jurodivým a šílencem v tom, že v kontextu pravoslavné kultury se jedná vždy o realitu božskou, kdežto v kontextu novověkém o psychologickou.

## Jurodiví v Rusku
Nejvýrazněji se jurodivost (Юро́дство, ze staroruského výrazu юродъ — blázen) prosadila právě v Ruské pravoslavné církvi, kde byl jeho průkopníkem ve 13. století Prokopij Usťjužský, původně německý kupec, který odvrhl jmění a stal se asketou. Ruská pravoslavná církev svatořečila řadu jurodivých proroků a kazatelů, jako byli Vasil Blažený (je mu zasvěcen moskevský chrám Vasila Blaženého), Ioann Moskevský nebo Xenia Petěrburská. Nikola Salos je známý tím, že káral cara Ivana IV. za jeho zločiny a bezbožný život. Jurodiví se jako nová kategorie laické svátosti objevili v ruské církvi přibližně od počátku 14. století. Jurodiví chodili polonazí nebo úplně nazí, úpěli nad osudem národa či města a neváhali se postavit i carům, kteří je však respektovali. Rozkvět jurodivosti se datuje do 16. století. Ovšem v 17. století nastal obrat, a to hlavně kvůli Petru I., jenž k bláznům pro Krista cítil osobní odpor. V tomto století přestala i synodální církev jurodivé uznávat a začala je pronásledovat. Vznikl termín falešná jurodivost, který označoval jakékoliv projevy bláznovství a výtržnosti na veřejnosti, a to především v kostelech. Jurodiví se tak stali předmětem církevního pronásledování. Ve výnosech patriarchy Joasafa ze 14. srpna 1636 o přetržení rozmanitých výtržností a zlořádů v moskevských chrámech se říká: "A tak v době posvátných zpěvů chodí po chrámech bezostyšní štváči po desítkách i více a působí v chrámech veliký zmatek a nepokoj. Nadávají si v kostelích a perou se, jiní předstírají, že jsou slabého ducha, ale pak se vidí, že mají rozum“. Většina jurodivých se tedy z důvodu pronásledování přidala ke straně staroobřadníků, což je považováno za nejslavnější případ politické jurodivosti. V 18. století Kateřina II. úplně pronásledování jurodivých zrušila, ale místní úřady i přesto v pronásledování dlouho pokračovaly a používaly na nich obvyklé metody mučení.

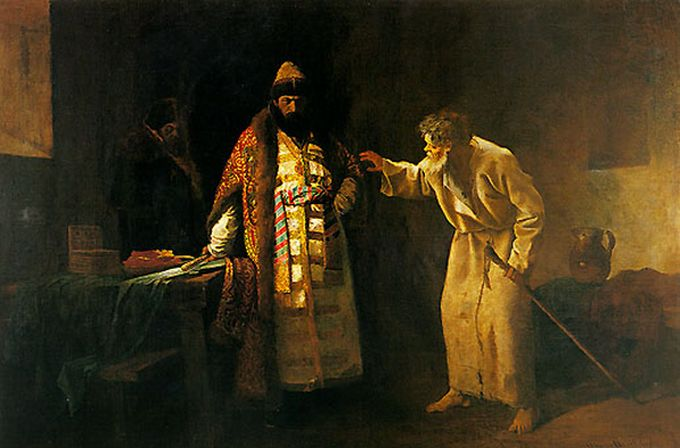
Car Ivan Hrozný a svatý blázen (jurodivý) Nicholas Salos v Pskově

V pravoslavném diskursu znamená jurodivý pouze jediné a to blázen pro Krista. Pravoslavné hledisko spočívá v přesvědčení, že člověk tohoto typu si nasazuje masku bláznovství, aby před světem skryl vlastní dokonalost a unikl tak marnivé světské slávě. V tomto ohledu se liší od asketismu. Ovšem pravoslavný jurodivý nebyl v žádném případě heretik ani náboženský reformátor, protože nikoho nenabádal, aby ho následoval, ale přímo to zakazoval. Jurodivý nebyl ani mystik, protože jeho cílem – až na výjimky – nebylo podělit se s ostatními o svou unikátní zkušenost ze setkání s Bohem.
Světský (nenáboženský) výklad slova jurodivý, který může mít i vícero významů, vznikl v 19. století v Rusku a je užíván v této zemi do dnes. Jurodivost je velmi důležitým rysem současného ruského kulturního kódu. Nemá již vazbu na náboženství, ale na habitus chování. Fakt, že pouze Rusové (a pouze oni) bez uvozovek a dalších doplňujících objasnění mohou použít slovo jurodivý ve svém současném jazyce, je nanejvýš příznačná a svědčí o významu a zakořeněnosti tohoto jevu v ruské kultuře.

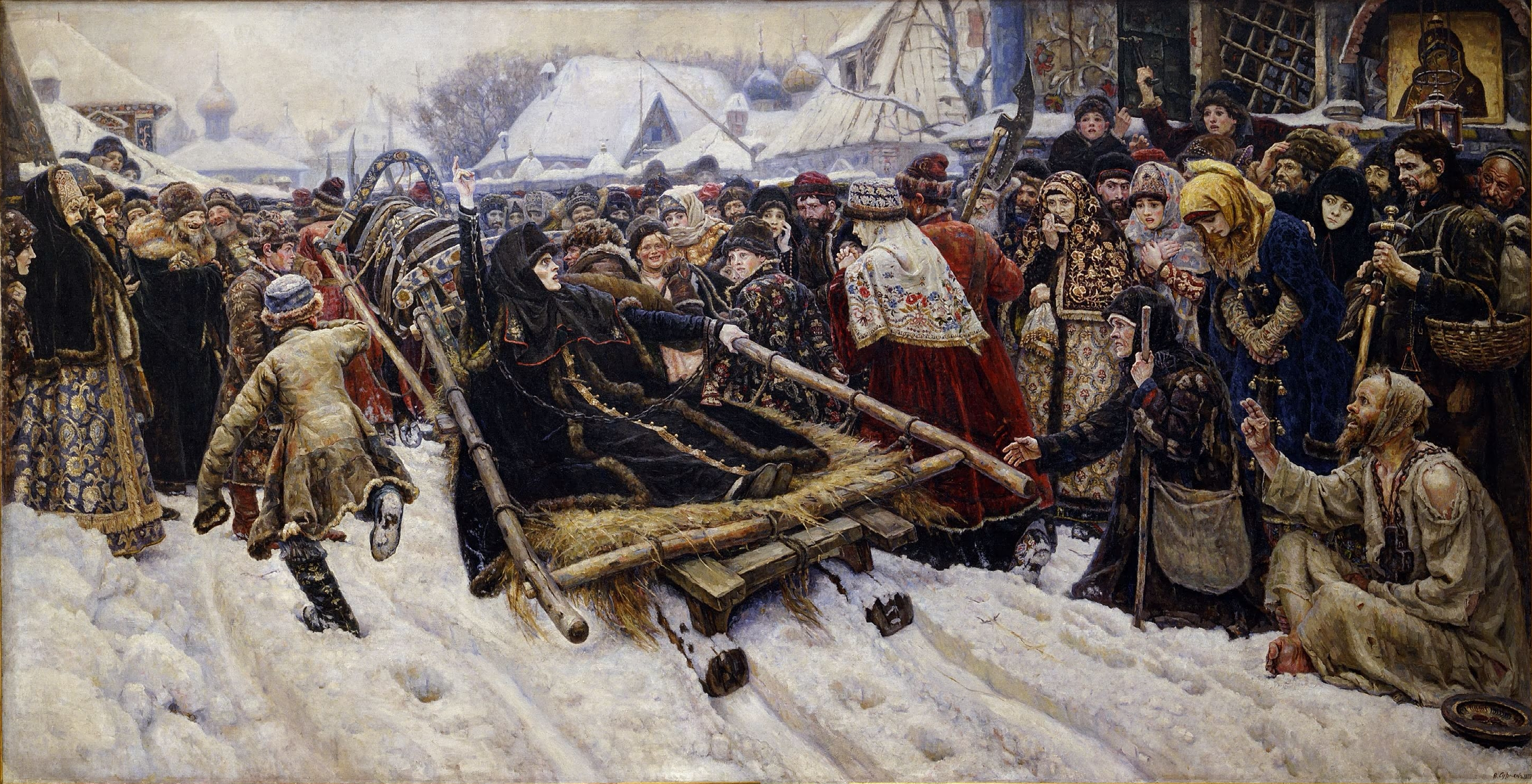
Vasilij Surikov
V pravém dolním rohu je jurodivý, který má stejně jako Morozova vztyčené dva prsty. Takto se značilo znamení kříže.

### Někteří ze zástupců jurodivých
Isidora; Serapion Syndonita; Vissarion Egypťan; Tomáš Kelesirský; Palestinský mnich Symeón z Emesy neboli také Symeon Salos; Andrej (Andreas) Cařihradský neboli také Ondřej Šílený. Sťepan Trofimovič Něčajev, jurodivá Jelena (žila v jeskyni u kaple v Moskvě), jurodivý Fadděj (žil v Petrozavodsku), Ivaško Grigorjev (Moskva), jurodivý Fjodor (byl oběšen odpadlíky), Prokopij Vjatský, Joann Usťužský, Andrej jurodivý, Arsenij jurodivý (Novgorod), Savva Nový (začal jurodivost na Kypru), Avraamij Molenský, Simon Jurjevecký.

#### Nejznámější jurodiví
- Vasilij Blažený (Moskva) – jeho kult byl populární hlavně za vlády Ivana Hrozného, ale počátek jeho oblíbenosti sahá do vrcholu jurodivosti v Rusku kolem roku 1584, kdy na trůn nastoupil car Fjodor, který se též považoval za jurodivého. Kanonizace a slavnostní znovu pohřbení Vasilije v chrámu Záštity Bohorodičky na Příkopě (dnes známém jako chrám Vasilije Blaženého) proběhly 2. srpna 1588.[21]
- Isaakij Pečerský (první ruský jurodivý) byl mnichem Kyjevsko-Pečerského kláštera (zemřel 1090). Původně byl asketou, ale svedli ho démoni a on tuto cestu opustil. Pak se začal chovat jurodivě a po počátečním posměchu začal být následně uctíván. Ke konci života se vrací ke koinobiálnímu životu a dosahuje dlouho očekávaného oproštění se od vášní.[22]

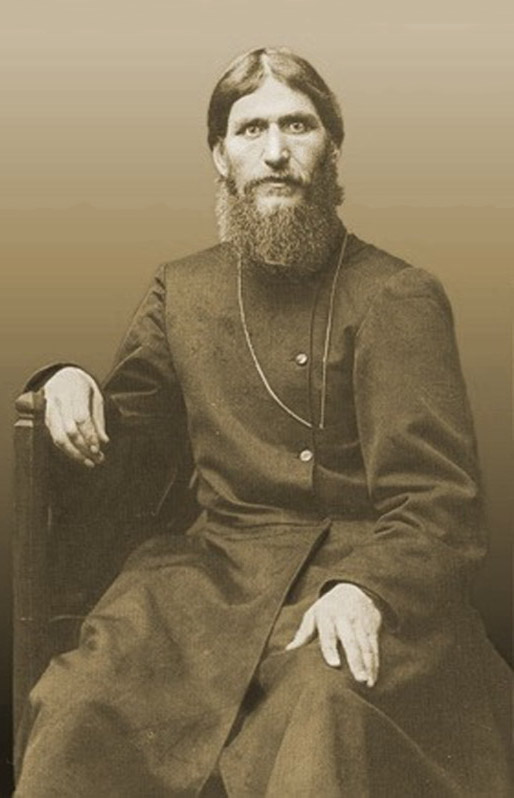
Grigorij Jefimovič Rasputin

- Grigorij Jefimovič RasputinZa jurodivého byl považován i Grigorij Jefimovič Rasputin.

## Analogie v jiných kulturách
Podle charakteristických rysů, můžeme provést analogii jurodivých i v jiných kulturách. Typologicky nejblíže je jurodivému zřejmě svatý blázen. Tuto postavu zná mnoho tradičních kultur - domorodci na ostrově Samoa, afričtí Masajové a především američtí indiáni (na severozápadě Spojených států amerických má rysy rituálního pomatence). Dále ho můžeme srovnat s finským šamanem, s gejltem či hrdinou staroislandských legend. Jsou to osoby, které mají právo vysmívat se, karikovat a znesvěcovat ty nejsvětější a nejdůležitější obřady a porušovat společenská pravidla. Mají svolení chovat se tak, jak se o tom žádnému obyčejnému smrtelníkovi nemůže ani zdát a při tom jsou i ve společnosti uznáváni.
I pro postavy Starého zákona např. biblické proroky je typické jurodivé chování. Jedná se o situace, kde se chovají podivně až paradoxně. Ozeáš si vzal za ženu nevěstku (Oz 1,2), Izajáš se svlékl a chodil 3 roky nahý (Iz 20,2), Jeremiáš nosil na šíji jařmo (Jr 27,2), Sidkijáš měl na hlavě železné rohy (1Kr 22,11) a Ezechiel ležel 390 dní na levém boku a 40 dní na pravém boku (Ez 4,4-6). Přesto se starozákonní prorok od jurodivého principiálně liší. Jestliže v jurodivém by neměl být až do jeho smrti rozpoznán světec, pak u proroka je tomu naopak (1Kr 20,41).
Určení jurodivých postav, je možné vidět i v Novém zákoně, kde Apoštol Pavel napsal důležitý výrok: My jsme blázni pro Krista (řecky: hémeis móroi dia Christon) -(1 Kor 4,10). Kde Syrská podoba řeckého výrazu móros v tomto textu zní sakla, což je v jiném pádu zní salos, a to je v řečtině vyhrazeným označením pro tyto askety.

### Západní křesťanství

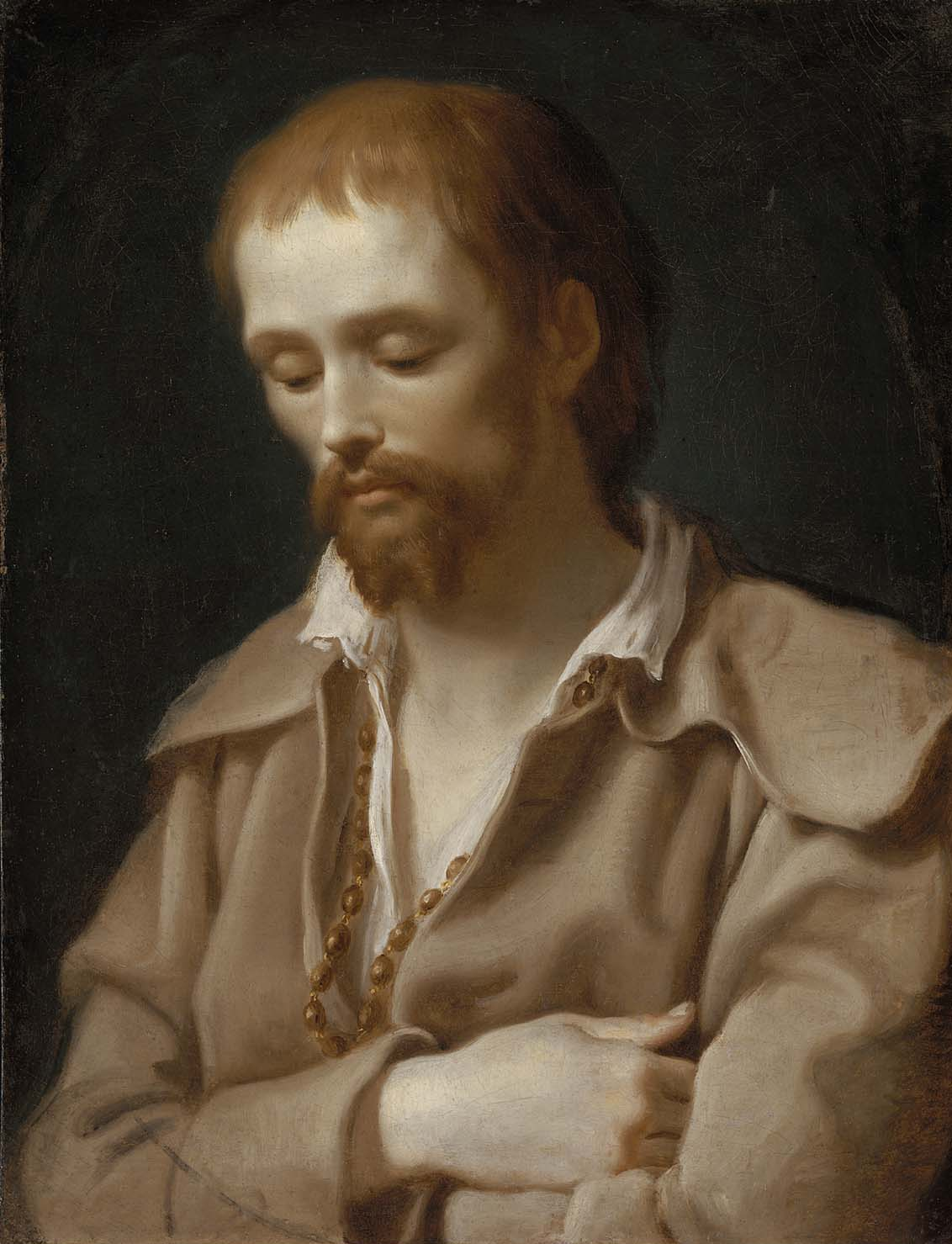
Sv. Benedikt Josef Labre

Západní křesťanství klade důraz na pokoru a i sebeponížení. Pěstovat šílenství je možné jen v rámci pokání, které je na Východě naopak druhotné. Pro Byzantský folklor byla vždy postava hlupáka pozitivní, na Západě negativní. Například typ Mrkfolfa či Enšpígla nepřipomínají jurodivého, ale spíše v Evropě populárního šaška. Šašek se svými kousky vysmíval nedostatku zbožnosti, zatímco jurodivý se vysmíval zbožnosti jako takové v pozemském slova smyslu.
Prakticky jediný zjištěný případ ryzí západní jurodivosti je legenda o panně Ulfii – předstírala pomatenost a s tváří zbledlou půstem, s nepokrytou hlavou a s vlasy rozpuštěnými po ramena běhala sem a tam jako šílená, aby alespoň tímto divadlem budícím posměch pokud možno zničila svou krásu a odpudila ty, v nichž probouzela tělesnou touhu.
Autor: Antonio di Giovanni d'Enrico cv. Tanzio z Varallo
Iniciátorem jednoho celého hnutí, který by mohl být podezříván z jurodivosti, byl František z Assisi (zakladatel žebravého řádu
františkánů). Jednou vešel do katedrály s provazem na krku, nahý, jen s bederní rouškou a nechal se před očima všech táhnout ke kameni, k němuž obvykle stavěli zločince, kteří měli být potrestáni. Sedl si na něj a začal kázat.
Velmi příznačný je případ „jurodivosti“ občas připisované Ignáci z Loyoly (1491 – 1556) spolu zakladatel Tovaryšstva Ježíšova, později jezuité. V literatuře je často považován za jurodivého Filip Neri (1515 – 1595), který byl svatořečen. Původně byl italským katolickým knězem, zakladatelem kongregace oratoriánů a jedním z modelových světců katolické reformy 16. století.
Pozdní středověk znal mnoho teologů, kteří v době vrcholné scholastiky prosazovali koncept bláznovství jako způsob bezprostředního kontaktu s Bohem. Nejtypičtějším příkladem jsou teologové z hnutí Devotio moderna (Mistr Eckhart, Johannes Tauler aj.). Jde o duchovního hnutí, jehož jádrem byla vnitřní opravdovost a snaha o následování Ježíše Krista jako vzoru křesťanského života.

### Staří Řekové
Staří Řekové se stavěli k posvátné bláznivosti s bázní, ale i s úctou. V antice se dá jurodivost přirovnat ke kynismu. V antickém Řecku to byla filosofická škola, kterou ve 4. století př. n. l. založil Antisthenés (žák Sokratův). Přívrženci směru kynikové opovrhovali konvencemi běžného života i vymoženostmi civilizace, upřednostňovali skromnost a jednoduchost, snažili se vystačit si s minimem věcí.

Hagia Sofia - chrám Boží Moudrosti je byzantský chrám z let 532–537. Původní křesťanská svatyně s centrální kupolí a sídlo patriarchy byla po dobytí Konstantinopole Osmany (1453) upravena na mešitu (a později opatřena minarety). Nyní slouží jako muzeum.

### Východní křesťanství (Byzance)
Byzance byla pro vznik jurodivosti nejdůležitější. Dala mu základy včetně prvních jurodivých a z Byzance se pak dostala jurodivost do Ruska právě přes pravoslaví.
Za opravdu první jurodivé lze označit:
1 - Palestinského mnicha Symeóna z Emesy neboli také Symeon Salos - Leontios z Neapole, který napsal jeho Život, ho klade do druhé poloviny 6. století, konkrétně do doby vlády císaře Maurikia. Symeon žil podle jeho líčení nejdříve po 29 let jako poustevník v poušti u Mrtvého moře, potom přešel do Emesy, kde záměrně pohoršoval obyvatele svým chováním zcela se příčícím běžné morálce a konvencím, ale zároveň konal zázraky, předvídal budoucnost a odvrátil zemětřesení.
2 - Andrej (Andreas) Cařihradský neboli Ondřej Šílený - nejde o skutečnou historickou postavu, ale o světce vytvořeného hagiografickým podáním. Měl žít v 5. stol. jako tulák bez přístřeší a nedbal jakýchkoliv společenských konvencí. Přespával na hromadě odpadků, pil z kaluží, dostávalo se mu opovržení a někdy i bití. To vše snášel s nadpřirozenou vytrvalostí. Díky svým nadpřirozeným schopnostem uměl rozpoznat skryté věci či předpovídat budoucnost. Tento jurodivý byl v některých částech Ruska velmi oblíbený.

Obecné mapa klášterů na hoře Athos

Neoficiálním středem dnešního pravoslaví je hora Athos, kde také došlo k ukončení posvátné jurodivosti v novodobé historii pravoslavné církve. Roku 1969 protatos Svaté hory Athos, odeslal do blázince v Soluni kněze Kostase Angelise, který se oddával jurodivosti v klášteře Kutlumusiu. Pravoslavná církev tak definitivně ukončila institut náboženské jurodivosti.

### Islám
Jurodivost je spojována s islámskou mystikou súfismus. Cílem následovníků súfismu je pomocí zvláštních praktik přivést věřícího blíže k Bohu a splynout s ním. Muslimský mystik se má obracet k Bohu s proudem vášnivé, takřka fyzické lásky, která by jej měla zbavit rozumu. Právě toto šílenství vášně mu nedovolí setrvat v rámci obvyklé zbožnosti a může být přirovnáno k jurodivosti. Navazující kapitolou jsou pak potulní dervišové. V arabské terminologii jde o termín označující stoupence islámské alternativní religiozity. Dervišové žijí v extrémní chudobě a většinou mystickou cestou se snaží přiblížit se Bohu. Také se popisuje určité náboženské bláznovství v Koránu a to zjevení, o bláznivém andělovi, které je v 17. súře Koránu.

### Ostatní náboženství
Myšlenka odvrhnout moudrost a důstojnost jako světské mámení, se objevuje i v hinduismu. Jsou to například posedlí svatí nazývaní: Avadhūta, což je sanskrtský termín z některých indických náboženství odkazující na typ mystika nebo světce, který není v pozemském vědomí a nefunguje na základě standardních norem společnosti. Dále pak Gymnosofisté, což je označení pro indické filozofy, kteří chodí nazí a celý den upřeně zírají do slunce. Snáší chlad i vedro a údajně nepociťují bolest.
V buddhismu můžeme podobnost hledat též v tibetském tantrismu, kde se objevují svatí označovaní jako bla-ma smjon-pa, kteří předstírají šílenství a chovají se nespoutaně, aby zesměšnili povrchní zbožnost.

## Jurodiví v umění a literatuře

### Divadelní drama
Alexandr Sergejevič Puškin: Boris Godunov.
Boris Godunov je historická tragédie ruského romantického básníka, prozaika a dramatika Alexandra Sergejeviče Puškina (1799 – 1837) zabývající se společenskou i individuální problematikou moci. Hlavní myšlenkou celého díla je nadčasová úvaha o tom, jakým způsobem se utváří dějiny a nakolik člověk znalý historie může ovlivnit politické dění. Hra začíná roku 1598 po smrti cara Fjodora, syna a následníka Ivana Hrozného. Fjodorův poručník Boris Godunov se uvoluje po vypočítavém váhání nastoupit na uprázdněný trůn. Jeho svědomí ale tíží dávný zločin - nechal zavraždit dalšího Ivanova syna a dědice careviče Dimitrije, aby si připravil cestu k vládě.

### Film
Ostrov od režiséra Pavla Lungina - film z roku 2006 je příběhem námořníka, který se v ostrovním klášteře snaží odpykat svůj hřích z vraždy.
Po letech dřiny v kotelně získal dar vcítění se do lidských duší a proslul jako léčitel. Ovšem nečekaná návštěva ho přinutí rekapitulovat dosavadní život a snaží se přijít na to, jak má nyní vnímat své
svědomí, Boha a daru, jenž mu byl propůjčen?
http://www.csfd.cz/film/228701-ostrov/prehled/.
Svůj mezi cizími: Jde o celovečerní režijní debut ruského herce a režiséra Nikitu Michalkova a dal by se charakterizovat jako eastern a osciluje na hranici několika
žánrů. Vrátí nás do počátku dvacátých let, kdy hlad v Rusku přinutil novou vládu, aby požádala nově vzniklou Ligu národů o pomoc. Ta však prodá obilí jen za zlato. K danému
úkolu je povolána skupina pěti přátel, bývalých rudoarmějců. Ovšem zlato jim je ukradeno a je podezření, že zrádce je mezi nimi.
http://www.csfd.cz/film/33623-svuj-mezi-cizimi/prehled/
Andrej Rublev - životopis, režie Andrej Tarkovskij - historická freska o malíři ikon Andreji Rublevovi je povahopisem Ruska 15. století, výpovědí o duchovní síle, o
pramenech nezničitelné tvořivé energie. Naturalisticky snímané přírodní scenérie, vesnické chalupy, chrámy ve městě, zdánlivě staticky popisovaný život mužiků, mnichů a umělců dotvářejí velmi sugestivní ovzduší doby. Černobílý obraz je v mnohých pasážích silně výtvarně stylizovaný.
http://www.csfd.cz/film/32345-andrej-rublev/prehled/
Bratři Karamazovi - podle stejnojmenné knihy Fjodora Michajloviče Dostojevského - http://www.csfd.cz/film/18854-bratri-karamazovi/prehled/

### Ostatní
Skladatel Dmitrij Šostakovič a klavíristka Maria Yudina byli označováni jako příklady jurodivých 20. století.